# 马来西亚—巴林关系
马来西亚－巴林关系是指巴林和马来西亚之间的双边关系。巴林在吉隆坡设立大使馆，马来西亚也在麦纳麦设有大使馆。在马哈迪·莫哈末担任马来西亚首相期间（1981-2003），马来西亚加强了与巴林的关系。

## 经济关系
两国之间的贸易关系目前正在增加。 巴林已经邀请马来西亚的企业界在该国投资。 因此，许多马来西亚的公司代表已经在巴林参与主要的项目包括建筑巴林国际赛车场，巴林市中心和其他基础设施项目，如巴林铜锣的扩展。
 2007年1月到10月之间，两国之间的双边贸易达1.91亿美元，在同年访问马来西亚的巴林游客有约7200人。
目前，巴林也正在成为一个商业目的地。
两国都在伊斯兰银行业领域展开竞争。

## 延伸阅读
- 王储抵达马来西亚，并与马来西亚总理举行会谈。 （页面存档备份，存于） 巴林新闻机构
- 在商业论坛上发言，马来西亚 - 巴林业务机会 ， （页面存档备份，存于） 马来西亚首相署